# Stanislaus zu Sayn-Wittgenstein-Sayn
August Stanislaus Peter Joseph Fürst zu Sayn-Wittgenstein-Sayn (* 23. September 1872 in Düsseldorf; † 27. März 1958 in Würzburg) war ein deutscher Standesherr und seit 1883 der 5. Fürst zu Sayn-Wittgenstein-Sayn. Als Standesherr war er auch Mitglied im Preußischen Herrenhaus.

## Herkunft
Seine Eltern waren Fürst Alexander und dessen erste Ehefrau Marie Auguste Yvonne de Blacas d’Aulps (* 2. Januar 1851; † 21. Oktober 1881), eine Tochter des Fürsten und Herzogs Louis de Blacas d’Aulps (* 1815; † 1866). Da der Vater von Stanislaus 1883 zum zweiten Mal jedoch morganatisch heiratete, verzichtete dieser fortan auf den Fürstentitel und überließ ihn seinem Sohn, wenngleich Stanislaus erst 1893 die Volljährigkeit erreichte. Sein Vater wurde nun als Alexander Graf von Hachenburg bekannt. 

## Leben
Das einst große Vermögen der Linie Sayn-Wittgenstein-Sayn war schon mit Beginn der Geschäftsfähigkeit des neuen Fürsten Stanislaus weitgehend abgeschmolzen, so dass Schulden aufgenommen werden mussten. Die Heirat mit Maria Gabriele Gräfin von Schönborn-Wiesentheid brachte 1911 durch deren Mitgift zunächst eine erhebliche Verbesserung der finanziellen Lage. Die Hochzeit war noch durch Stanislaus Großmutter, Fürstin Leonilla Bariatinska, eingefädelt und forciert worden. Mit dem Ende der Monarchie 1918 verlor Fürst Stanislaus seine Vorrechte als Standesherr, und 1920 auch seine früh verstorbene erste Frau. Eine zweite Ehe mit Elena della Scaletta brachte keine Verbesserung der schwierigen Vermögensverhältnisse, die sich durch die Folgen des verlorenen Ersten Weltkriegs in neuer und verschärfter Form eingestellt hatten. Schloss Sayn musste zeitweise für Zwangseinquartierungen durch die Siegermächte während der Rheinlandbesetzung zur Verfügung gestellt werden und es kam dadurch zu erheblichen Schäden. Ein geplanter Verkauf von Ländereien an eine saarländische Eisenhütte scheitere am Widerstand staatlicher Stellen, so dass auch auf diese finanzielle Entlastung verzichtet werden musste. Stanislaus zu Sayn-Wittgenstein-Sayn verlegte nun seinen Hauptwohnsitz in die Villa Wittgenstein am Starnberger See, die seine Frau erworben und eingerichtet hatte. 1925 wurde der Familienfideikommiss in Sayn gemäß der gesetzlichen Bestimmungen während der Weimarer Republik aufgelöst. Am Ende des Zweiten Weltkriegs wurde das inzwischen kaum noch genutzte Schloss Sayn so stark zerstört, dass es in den Nachkriegsjahren zur Ruine verfiel. Da aus beiden Ehen keine Kinder hervorgegangen waren, traten nach einer entsprechenden Vereinbarung die Nachkommen des jüngsten Bruders, Gustav Alexander Prinz zu Sayn-Wittgenstein-Sayn (* 4. Oktober 1880 in Sayn; † 22. September 1953 ebenda), sein Erbe an. 

## Familie
- Die erste Heirat erfolgte am 3. August 1911 in Pommersfelden mit Marie Gabriele Gräfin von Schönborn-Wiesentheid (* 20. Januar 1872 in Wiesentheid; † 9. Juli 1920 ebenda). Sie war die Tochter von Arthur Franz Maximilian Graf von Schönborn-Wiesentheid (* 30. Januar 1846 in Würzburg; † 29. September 1915 in Wiesentheid) und von Stephanie Prinzessin zu Hohenlohe-Waldenburg-Schillingsfürst (* 6. Juli 1851 in Schillingsfürst; † 18. März 1882 in München). Marie Gabriele war 1906 in erster Ehe mit dem drei Monate nach der Hochzeit verstorbenen Wolfgang Graf von Oberndorff verheiratet gewesen
- Nach dem Tod seiner ersten Frau Marie Gabriele heiratete Stanislaus am 8. Februar 1922 in Rom Donna Elena Ruffo dei Principi della Scaletta (* 3. April 1883 in Rom; † 10. Juni 1968 ebenda), die Tochter des Fürsten Antonio Ruffo della Scaletta (* 11. Oktober 1845 in Neapel; † 30. August 1928 ebenda) und der Donna Ludovica Borghese (* 23. Juni 1859 in Frascati; † 22. November 1928 in Rom)